# Onthophagus quadripustulatus
Onthophagus quadripustulatus là một loài bọ cánh cứng trong họ Bọ hung (Scarabaeidae).